# Malate de calcium
Le malate de calcium est un composé chimique de formule Ca(C2H4O(COO)2). C'est le sel de calcium de l'acide malique. 
Il est utilisé comme régulateur d'acidité sous le numéro E352.
Il est apparenté, mais différent du malate de citrate de calcium. 